# Vale, Sibiu
Vale, mai demult Valea, Foltești (în germană Grabendorf, Garuendorf, în maghiară Vále, Válya) este o localitate componentă a orașului Săliște din județul Sibiu, Transilvania, România.
Anul primei atestări scrise este 1383 sub denumirea de Villa Olachalis Graphondorph.
Localitatea este situată la 2 km de reședința orașului Săliște. 

Populația a fost în 2002 de 384 locuitori, din care 194 femei și 190 bărbați.

Cea mai apropiată gară este halta Sibiel.
Localitatea Vale este situată pe versantul nordic al piemontului munților Cindrel și beneficiază de cel mai însorit regim termic dintre toate satele din Mărginimea Sibiului. 
La sfârșitul secolului al XIX-lea, locuitorii se ocupau cu oieritul, păstorind peste 100.000 de oi. Astăzi, aceștia s-au orientat spre agroturism, Vale devenind o stațiune de vile de vacanță atât pentru sibieni cât și pentru străini.

## Monumente istorice
- Biserica „Sfânta Treime", construită în 1763 și pictată în 1783.

## Imagini

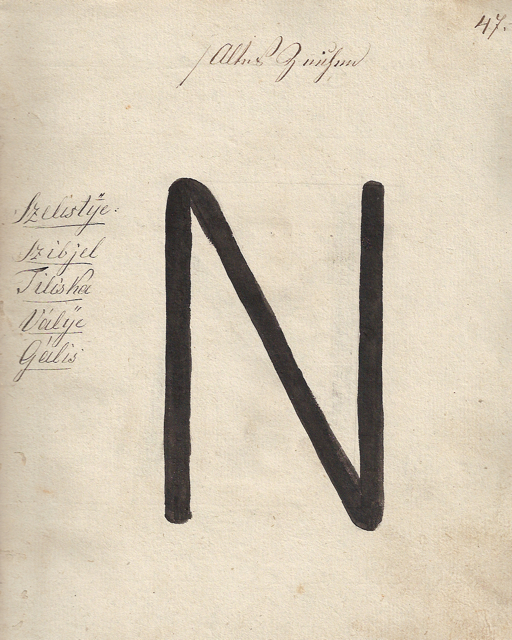
1826 - Danga pentru vitele din Vale(vechi)
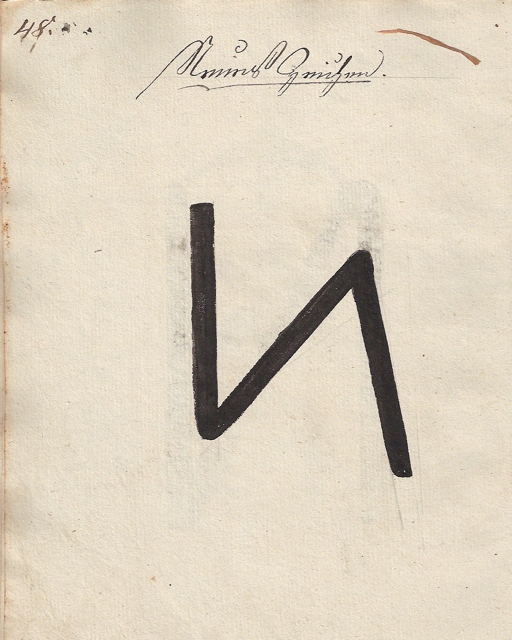
1826 - Danga pentru vitele din Vale(nou)
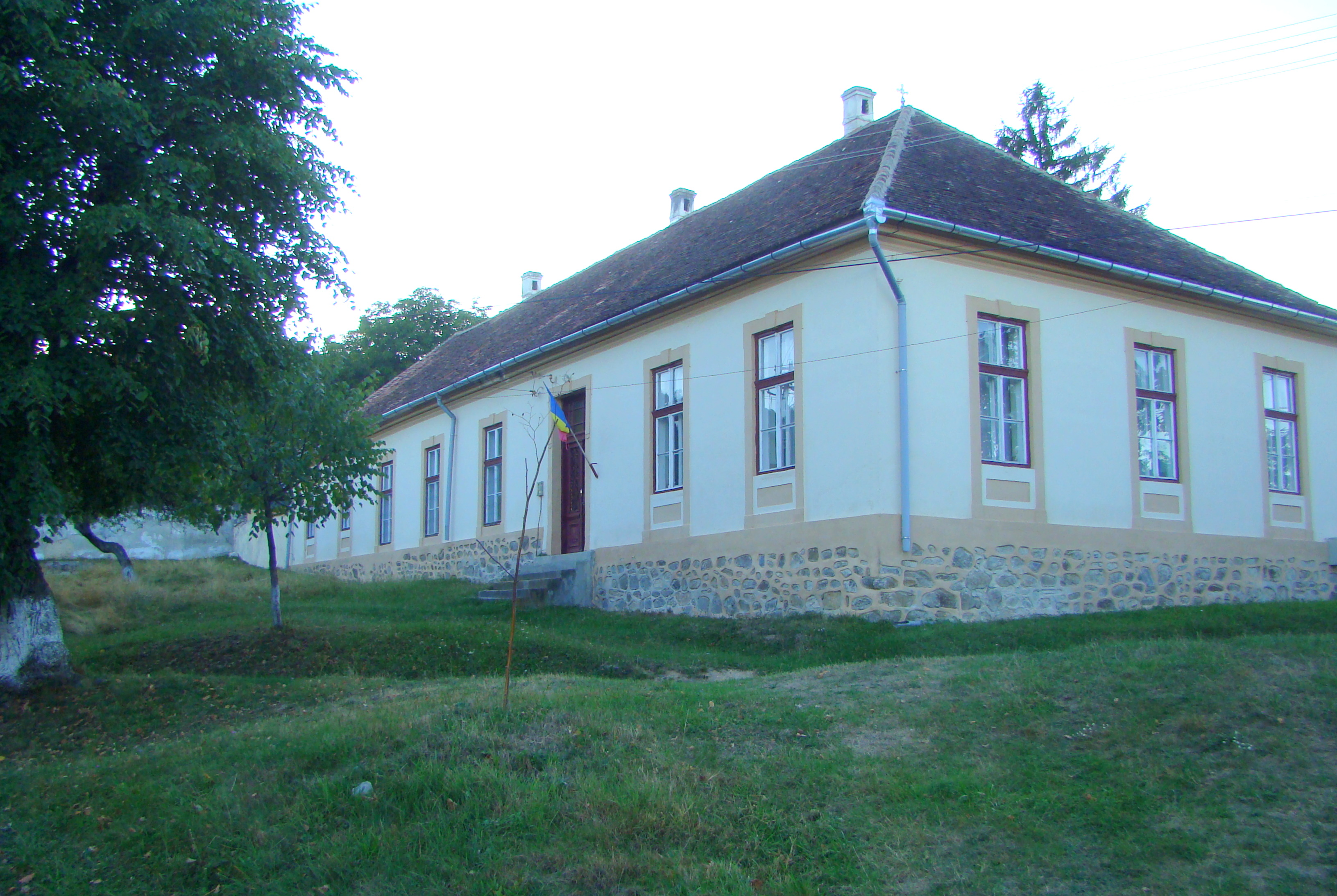
Școala
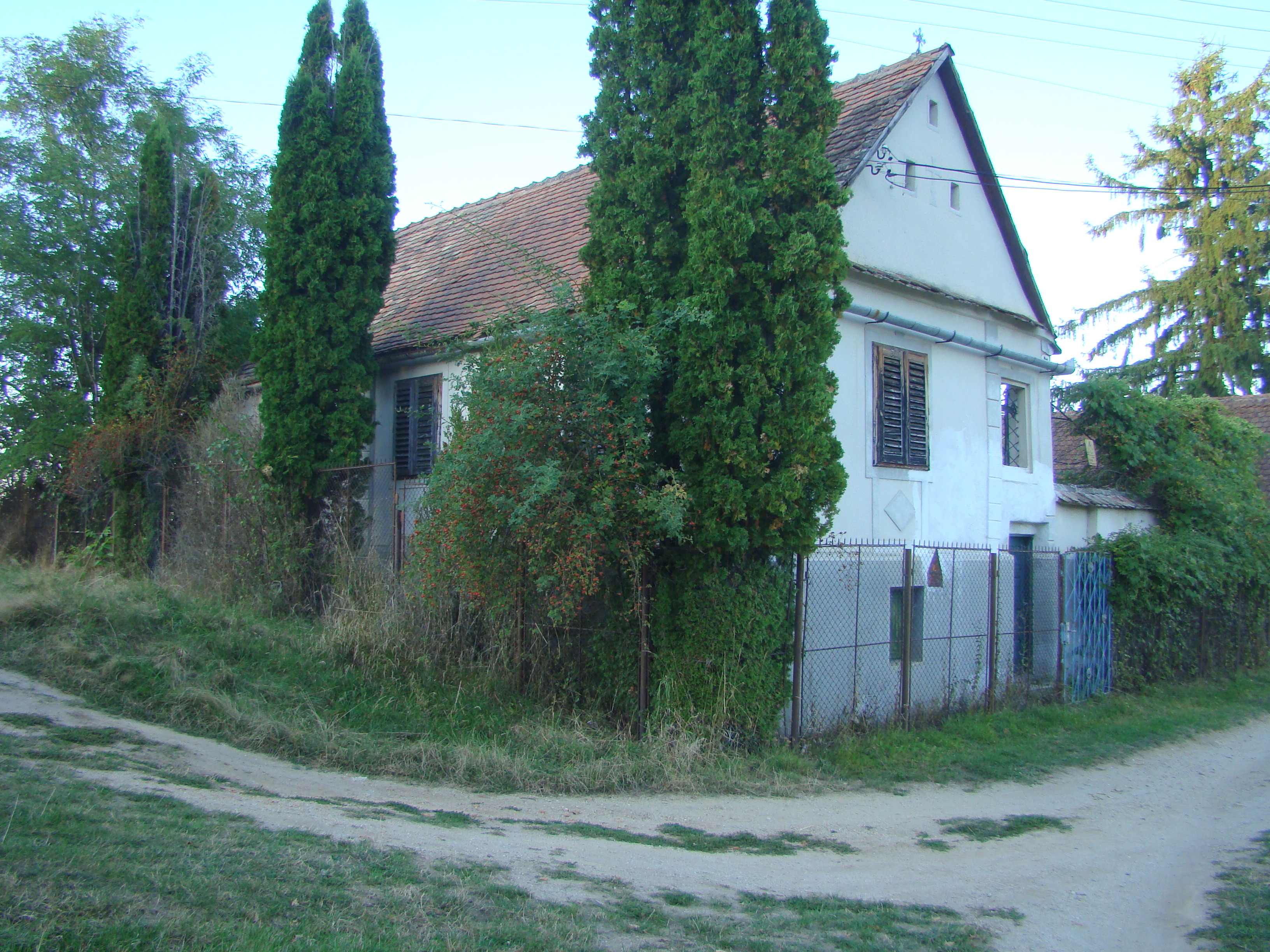
Situl rural Vale (monument istoric)
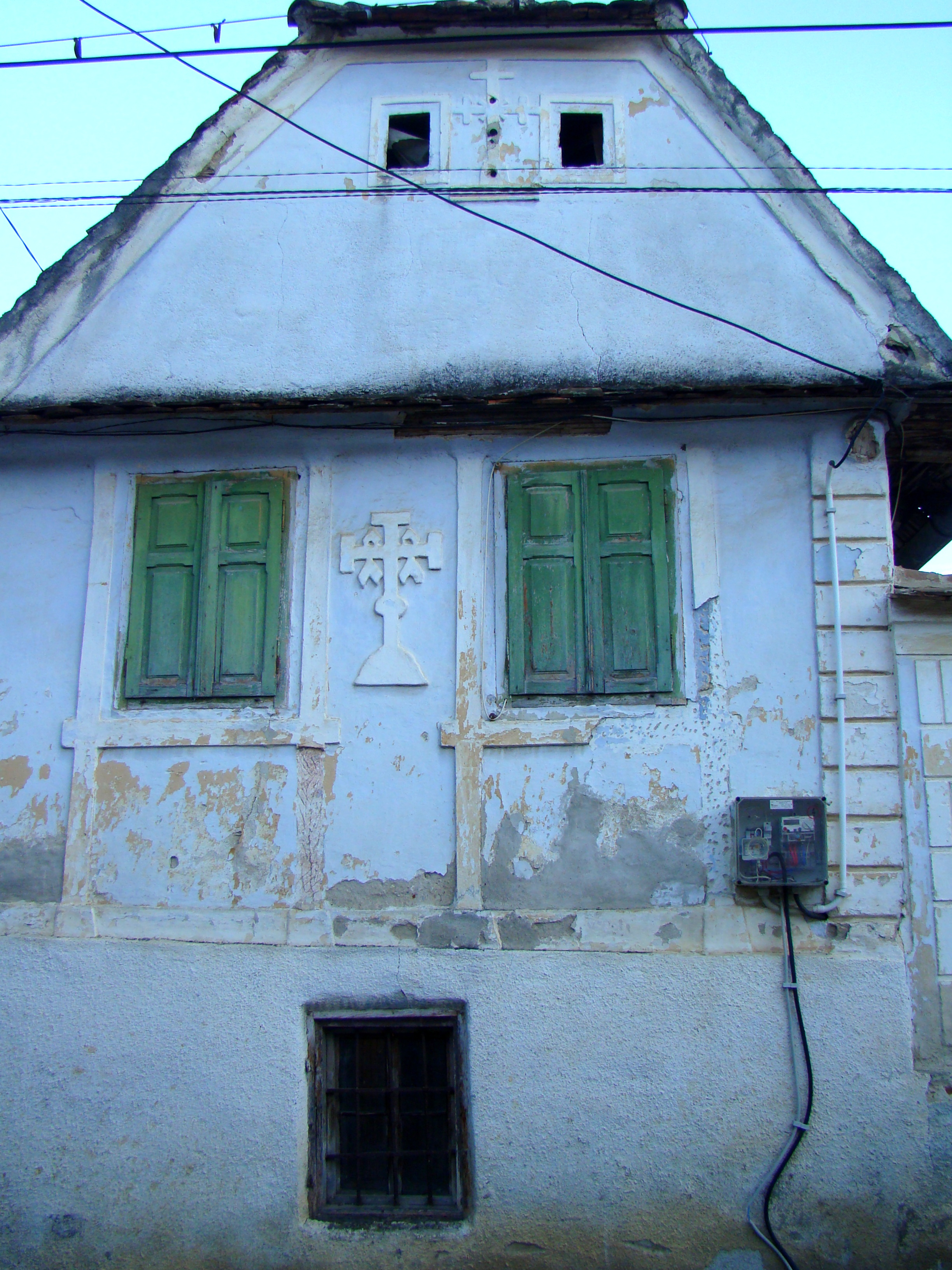
Situl rural Vale (monument istoric)
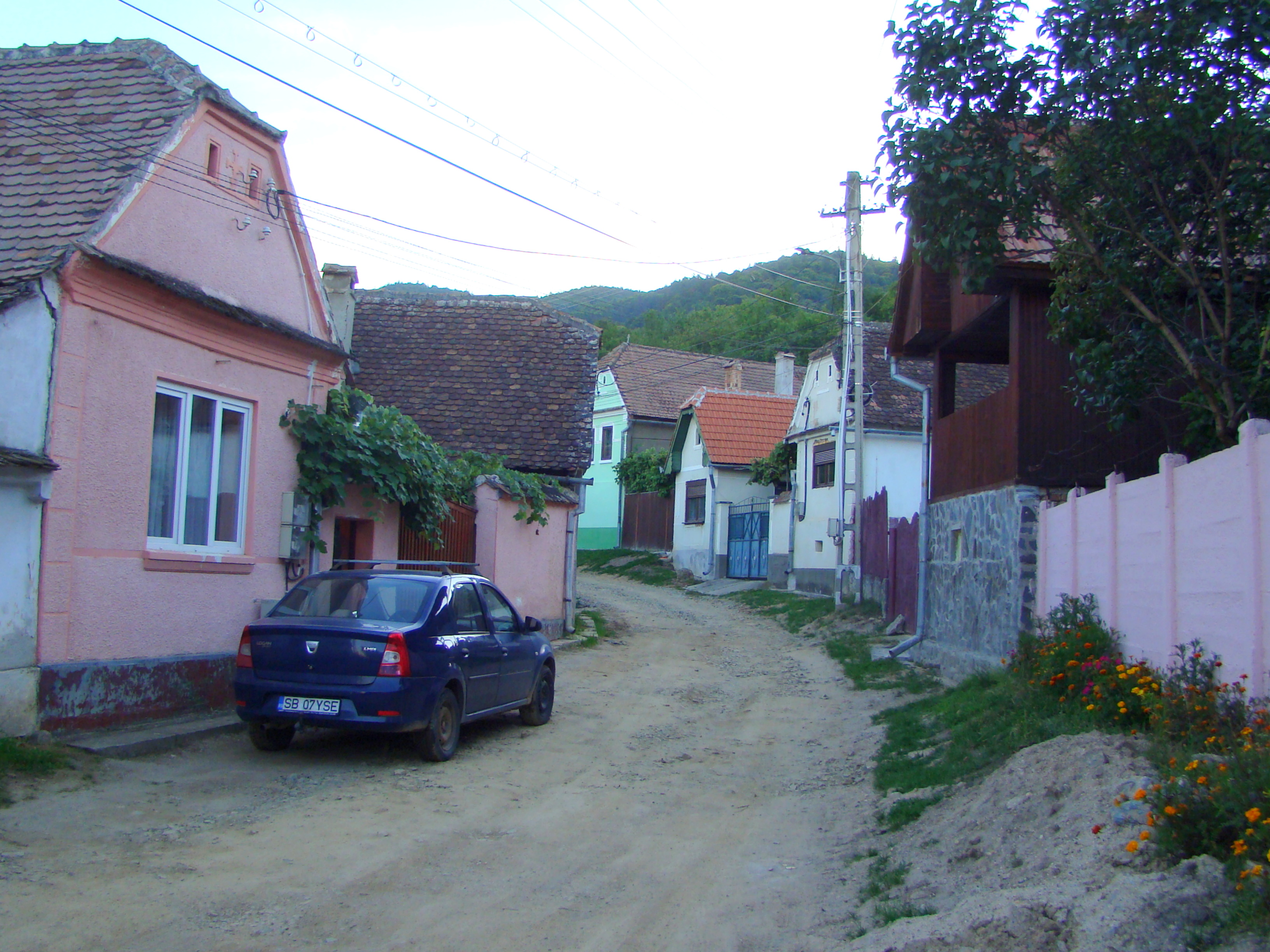
Situl rural Vale (monument istoric)
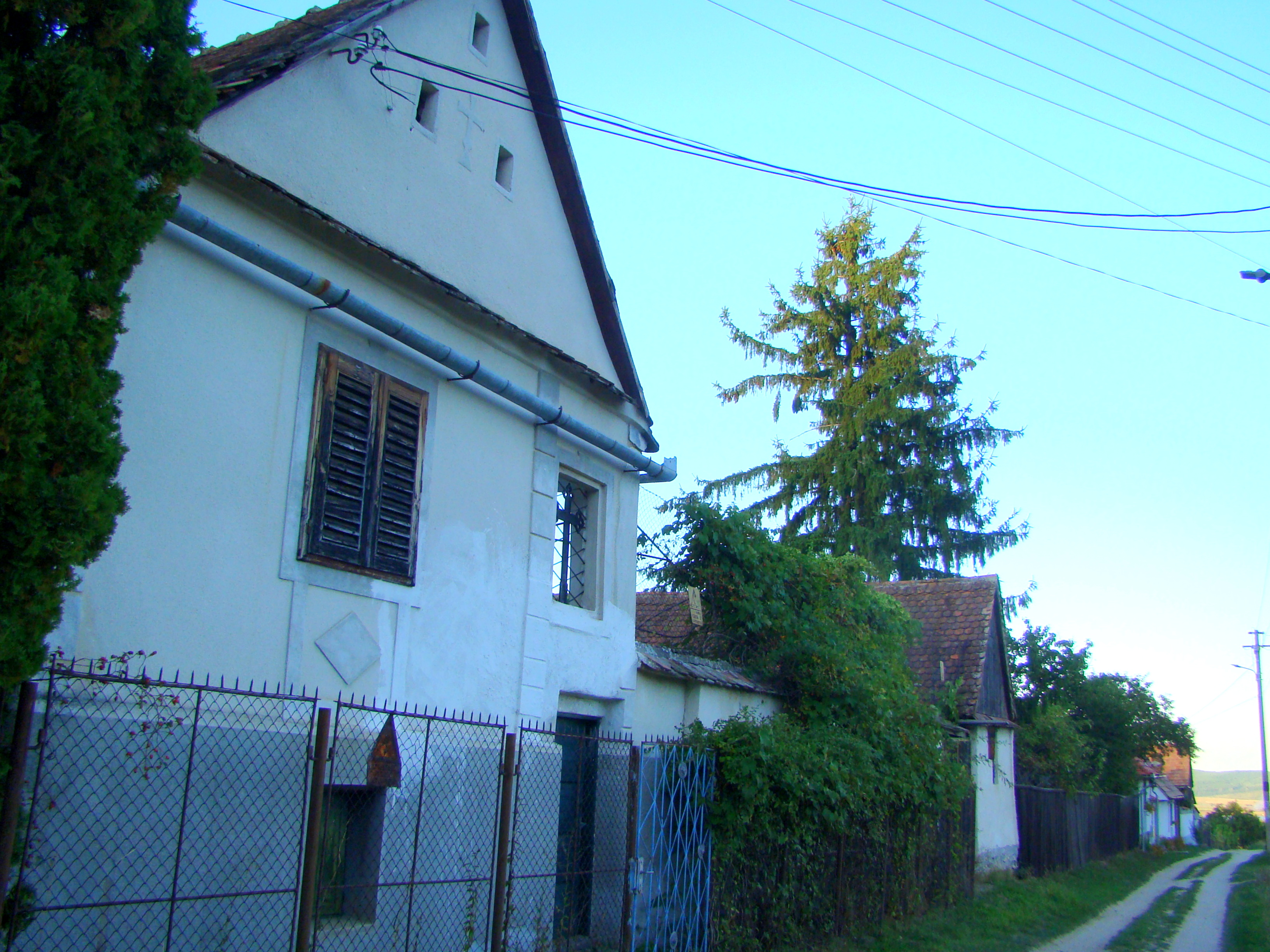
Situl rural Vale (monument istoric)
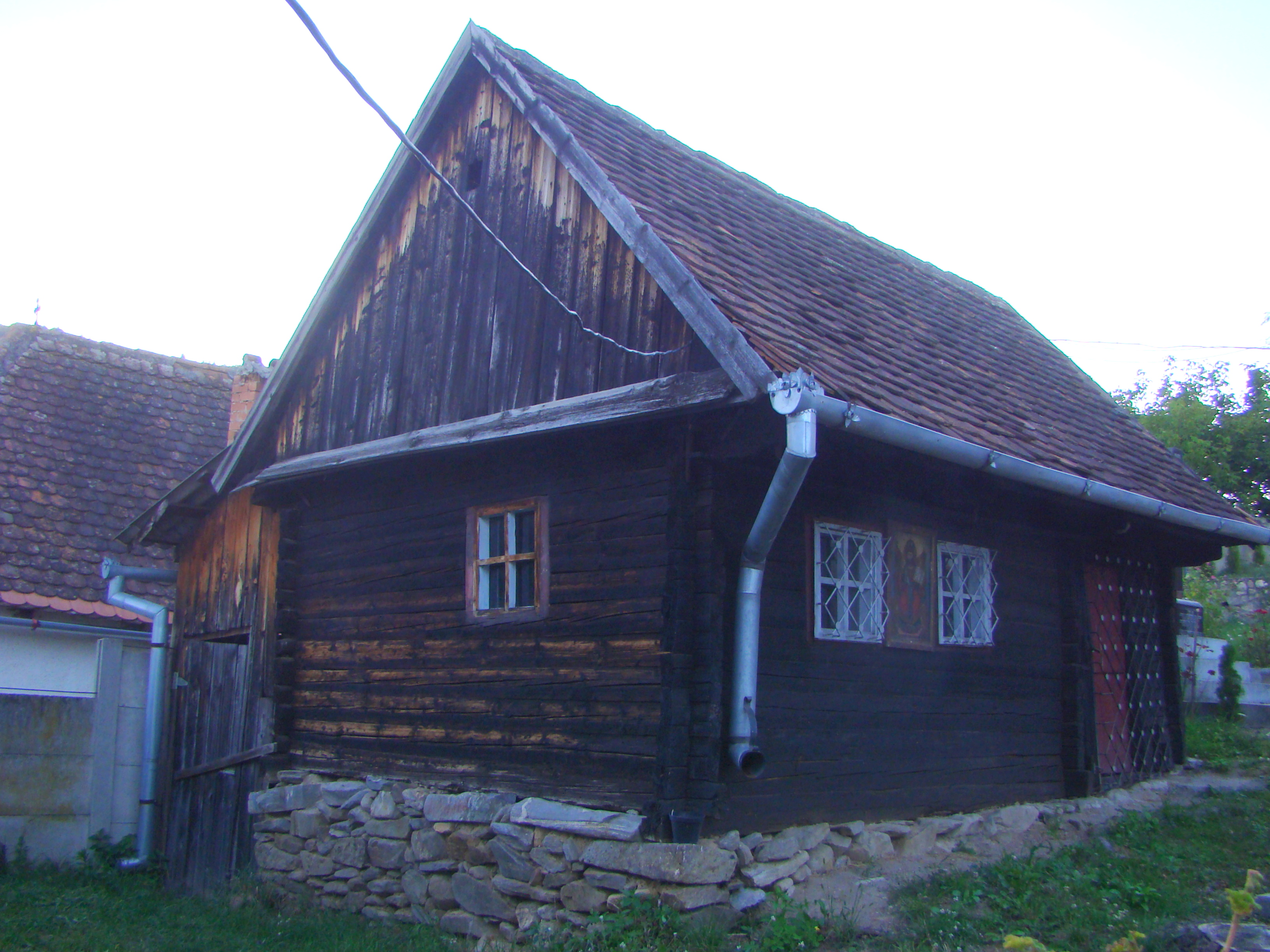
Situl rural Vale (monument istoric)
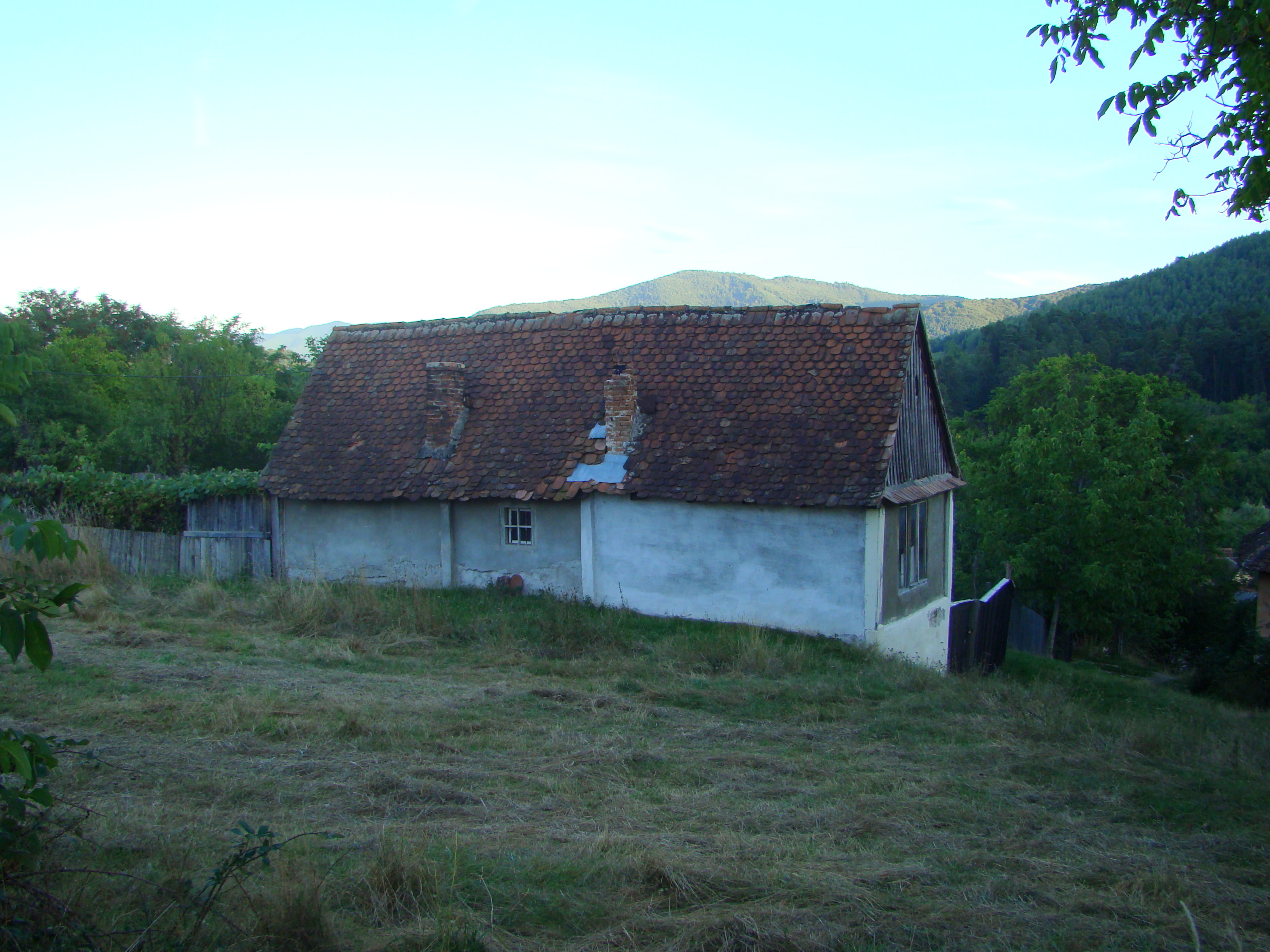
Situl rural Vale (monument istoric)
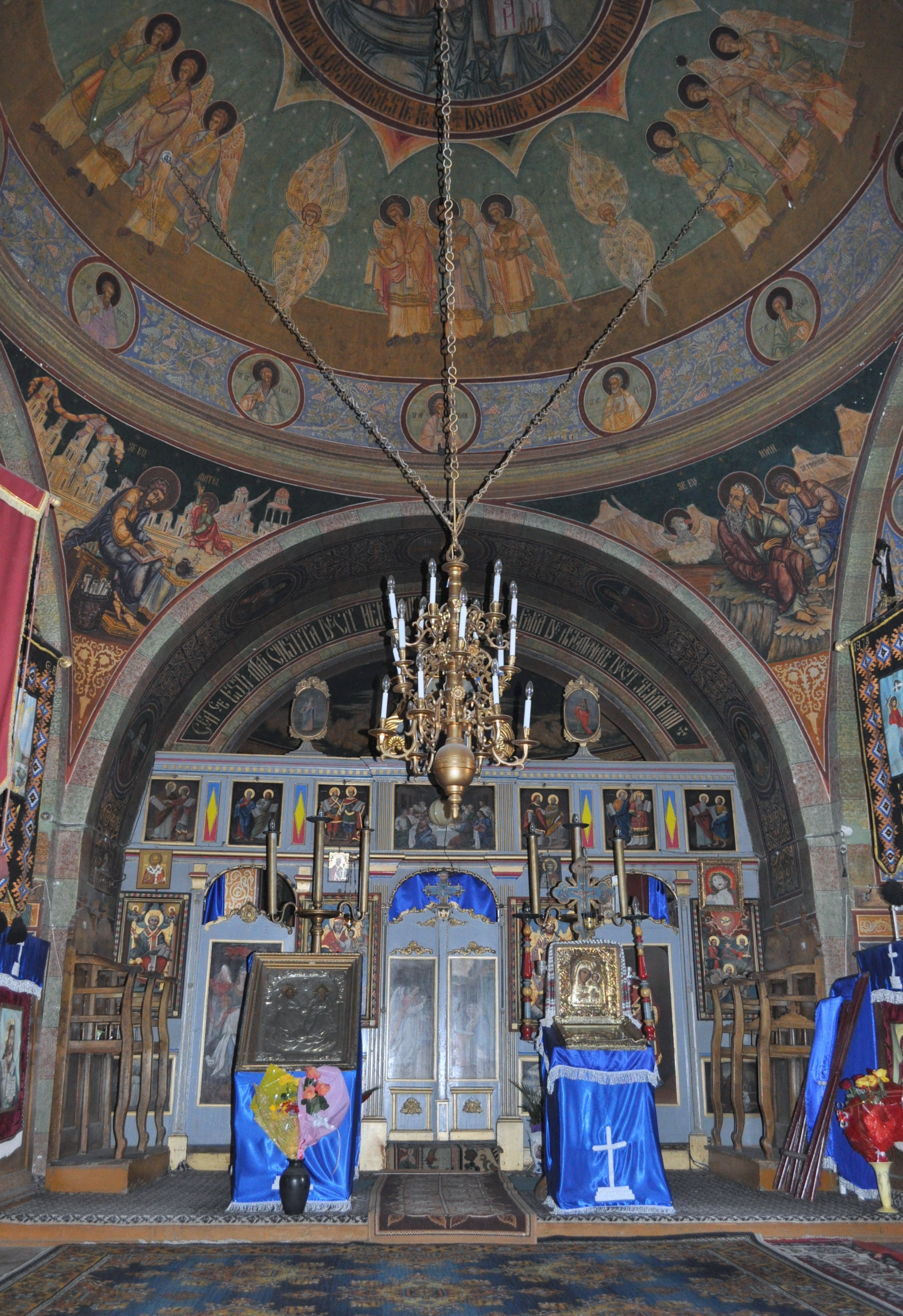
Biserica Sfânta Treime din Vale (monument istoric)
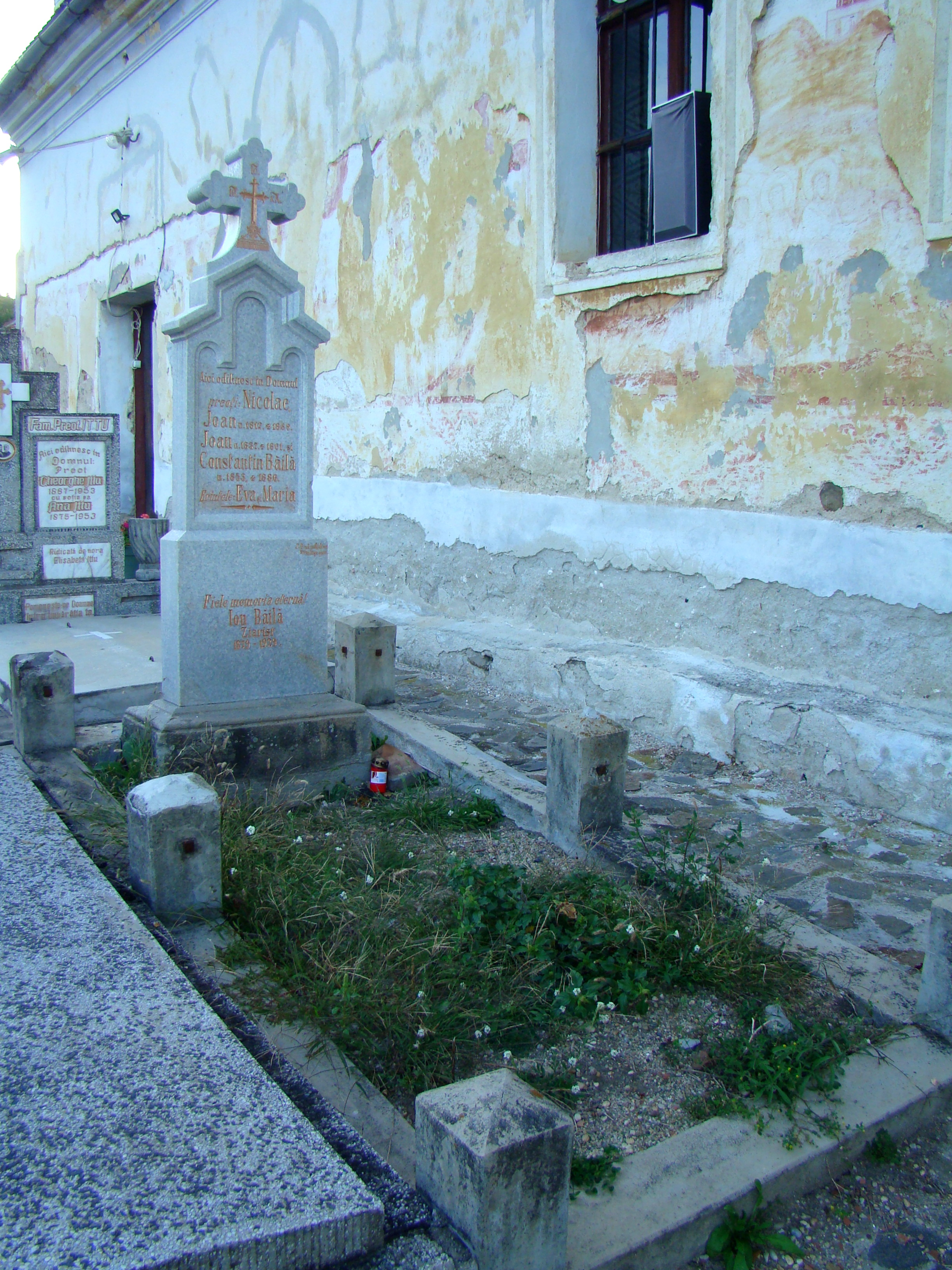
Mormântul preotului Ioan Băilă (monument istoric)
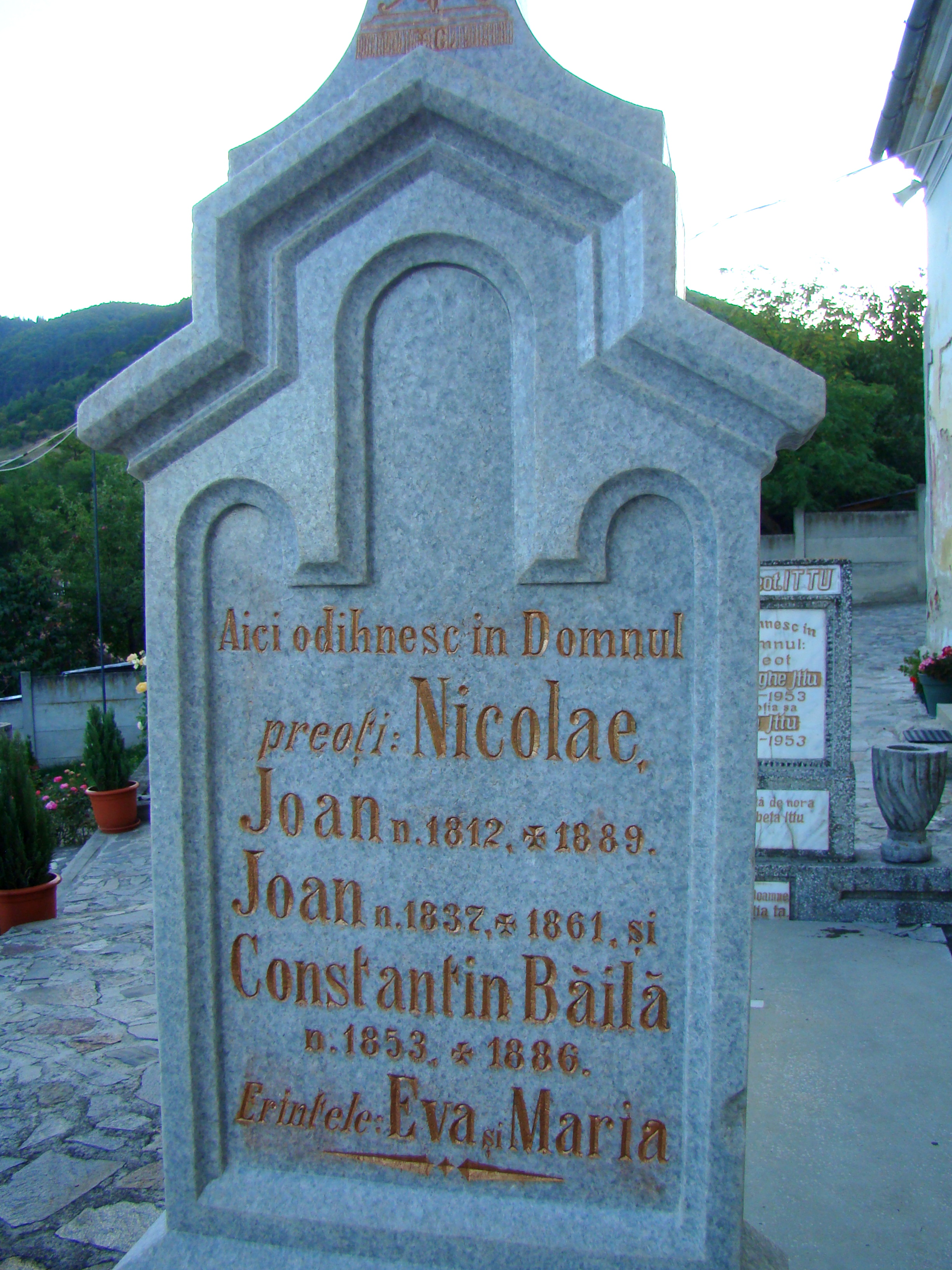
Mormântul preotului Ioan Băilă (monument istoric)